# Vorwahl 02 (Deutschland)
Der Vorwahlbereich 02 umfasst als einer von acht geografischen Vorwahlbereichen in Deutschland die Ortsnetzkennzahlen für Gemeinden aus Nordrhein-Westfalen (außer Nordost), Rheinland-Pfalz (Nord) und Hessen (Dillenburger Raum). Die Zentralvermittlungsstelle (ZVSt) für den Bereich befand sich in Düsseldorf.
Ortsnamen in Fettschrift bezeichnen die Standorte der ehemaligen Knotenvermittlungsstellen (KVSt).

## 020 – Westliches Ruhrgebiet, Niederbergisches Land und Wuppertal
- 0200 wird nicht verwendet, aber 02000 wurde als Telefonnummer für die Expo 2000 eingesetzt
- 0201 Essen
- 0202 Wuppertal
- 0203 Duisburg; Düsseldorf: Stadtteil Angermund
- 0204
  - 02041 Bottrop
  - 02043 Gladbeck
  - 02045 Bottrop: Stadtbezirk Kirchhellen
- 0205
  - 02051 Velbert
  - 02052 Velbert: Stadtbezirk Langenberg
  - 02053 Velbert: Stadtbezirk Neviges
  - 02054 Essen: Stadtteil Kettwig, Mülheim an der Ruhr: Ortsteil Mintard, Heiligenhaus: Teile von Isenbügel
  - 02056 Heiligenhaus
  - 02058 Wülfrath
- 0206
  - 02064 Dinslaken, Hünxe
  - 02065 Duisburg: Stadtbezirk Rheinhausen
  - 02066 Duisburg: Stadtteil Homberg
- 0208 Mülheim an der Ruhr; Oberhausen
- 0209 Gelsenkirchen; Herten: Stadtteile Bertlich und Westerholt

## 021 – Düsseldorf und Umgebung
- 0210
  - 02102 Ratingen
  - 02103 Hilden
  - 02104 Mettmann; Erkrath: Stadtteil Hochdahl; Haan: Stadtteil Gruiten
- 0211 Düsseldorf; Erkrath: Stadtteile Erkrath und Unterfeldhaus
- 0212 Solingen
  - 02129 Haan
- 0213
  - 02131 Neuss; Kaarst
  - 02132 Meerbusch: Stadtteil Büderich
  - 02133 Dormagen
  - 02137 Neuss: Stadtteil Norf
- 0214 Leverkusen
- 0215
  - 02150 Meerbusch: Stadtteile Ilverich, Langst-Kierst, Lank-Latum und Nierst
  - 02151 Krefeld; Duisburg: Stadtteil Rumeln-Kaldenhausen; Tönisvorst: Stadtteil St. Tönis
  - 02152 Kempen
  - 02153 Nettetal: Stadtteil Lobberich; Viersen: Stadtteil Boisheim
  - 02154 Willich
  - 02156 Tönisvorst: Stadtteil Vorst; Willich: Stadtteil Anrath
  - 02157 Brüggen: Ortsteil Bracht; Nettetal: Stadtteil Kaldenkirchen
  - 02158 Grefrath
  - 02159 Meerbusch: Stadtteile Ossum-Bösinghoven, Osterath und Strümp
- 0216
  - 02161 Mönchengladbach; Korschenbroich Stadtteile Herzbroich, Kleinenbroich, Korschenbroich, Pesch, Raderbroich
  - 02162 Viersen
  - 02163 Brüggen; Niederkrüchten; Schwalmtal
  - 02164 Jüchen: Ortsteile Hochneukirch und Holz; Erkelenz: Stadtteile Keyenberg und Kuckum; Titz: Ortsteil Jackerath
  - 02165 Jüchen
  - 02166 Mönchengladbach: Stadtteil Rheydt; Jüchen: Ortsteile Dürselen, Hoppers, Kamphausen, Waat und Wey; Korschenbroich: Stadtteile Liedberg, Steinforth-Rubbelrath und Steinhausen
- 0217
  - 02171 Leverkusen: Stadtteil Opladen
  - 02173 Langenfeld (Rheinland); Leverkusen: Stadtteil Hitdorf; Monheim am Rhein
  - 02174 Burscheid; Leichlingen (Rheinland): Stadtteil Witzhelden; Odenthal: Ortsteile Altenberg, Blecher, Bülsberg, Erberich, Glöbusch, Grimberg, Holz, Hüttchen und Schmeisig
  - 02175 Leichlingen (Rheinland)
- 0218
  - 02181 Grevenbroich; Jüchen: Ortsteile Bedburdyck, Damm, Gierath, Gubberath, Schlich und Stessen
  - 02182 Grevenbroich: Stadtteil Kapellen; Jüchen: Stadtteile Aldenhoven, Rath und Wallrath; Korschenbroich: Stadtteile Glehn, Epsendorf, Lüttenglehn; Rommerskirchen: Ortsteile Hoeningen, Ramrath und Villau; Neuss Stadtteil Gruissem
  - 02183 Bergheim: Ortsteil Rheidt-Hüchelhoven; Rommerskirchen
- 0219
  - 02191 Remscheid
  - 02192 Hückeswagen
  - 02193 Wermelskirchen: Stadtteil Dabringhausen
  - 02195 Radevormwald
  - 02196 Wermelskirchen

## 022 – Köln und Umgebung
- 0220
  - 02202 Bergisch Gladbach; Odenthal
  - 02203 Köln: Stadtbezirk Porz ohne den Stadtteil Poll
  - 02204 Bergisch Gladbach: Stadtteil Bensberg; Overath: Stadtteil Untereschbach
  - 02205 Lohmar; Stadtteil Durbusch und der Westen des Stadtteils Honrath; Rösrath
  - 02206 Lohmar; Stadtteile Agger, Dahlhaus, Höffen und Wahlscheid sowie der Osten der Stadtteils Honrath; Overath
  - 02207 Kürten: Ortsteil Dürscheid; Odenthal: Ortsteile Kümps, Landwehr, Neschen und Scheuren; Teile von Overath und Lindlar
  - 02208 Niederkassel
- 0221 Köln
- 0222
  - 02222 Alfter: Ortsteile Alfter und Gielsdorf; Bornheim
  - 02223 Königswinter
  - 02224 Bad Honnef; Rheinbreitbach; Unkel
  - 02225 Grafschaft: Ortsteil Gelsdorf; Meckenheim; Wachtberg: Ortsteile Adendorf, Arzdorf und Fritzdorf
  - 02226 Rheinbach; Swisttal: Ortsteile Buschhoven, Miel und Morenhoven
  - 02227 Bornheim: Stadtteile Merten, Sechtem, Walberberg
  - 02228 Remagen: Ortsteile Bandorf, Oberwinter, Rolandseck und Rolandswerth
- 0223
  - 02232 Brühl; Köln: Stadtteil Meschenich; Wesseling: Stadtteil Berzdorf
  - 02233 Hürth; Köln: Stadtteil Rondorf
  - 02234 Frechen; Köln: Stadtteile Lövenich, Marsdorf und Weiden; Pulheim: Stadtteil Brauweiler
  - 02235 Erftstadt
  - 02236 Bornheim: Stadtteil Widdig; Köln: Stadtteile Godorf, Hahnwald, Immendorf, Sürth und Weiß; Wesseling
  - 02237 Kerpen
  - 02238 Pulheim
- 0224
  - 02241 Sankt Augustin; Siegburg; Troisdorf; Lohmar: Stadtteile Albach und Heide
  - 02242 Hennef (Sieg)
  - 02243 Eitorf
  - 02244 Königswinter: Stadtteil Oberpleis
  - 02245 Much
  - 02246 Lohmar
  - 02247 Lohmar: Stadtteil Krahwinkel; Neunkirchen-Seelscheid
  - 02248 Hennef (Sieg): Ortsteil Uckerath
- 0225
  - 02251 Euskirchen, Swisttal: Ortsteil Straßfeld; Zülpich: Stadtteil Wichterich
  - 02252 Zülpich
  - 02253 Bad Münstereifel
  - 02254 Swisttal: Ortsteile Dünstekoven und Heimerzheim; Weilerswist
  - 02255 Euskirchen: Stadtteil Flamersheim; Swisttal: Ortsteile Essig, Ludendorf, Odendorf und Ollheim
  - 02256 Mechernich: Stadtteil Satzvey
  - 02257 Bad Münstereifel: Stadtteil Reckerscheid
- 0226
  - 02261 Gummersbach; Bergneustadt; Wiehl: Ortsteile Bomig und Marienhagen
  - 02262 Wiehl
  - 02263 Engelskirchen
  - 02264 Marienheide
  - 02265 Eckenhagen
  - 02266 Lindlar
  - 02267 Wipperfürth
  - 02268 Kürten
  - 02269 Kierspe: Stadtteil Rönsahl
- 0227
  - 02271 Bergheim; Elsdorf: Ortsteile Heppendorf und Widdendorf
  - 02272 Bedburg; Bergheim: Stadtteil Glesch
  - 02273 Kerpen: Stadtteile Horrem und Sindorf
  - 02274 Elsdorf
  - 02275 Kerpen: Stadtteile Blatzheim, Buir und Manheim-neu
- 0228 Bonn; Alfter: Ortsteile Impekoven, Oedekoven, Volmershoven-Heidgen und Witterschlick; Niederkassel: Stadtteil Mondorf; Troisdorf: Stadtteile Bergheim und Müllekoven; Wachtberg
- 0229
  - 02291 Waldbröl
  - 02292 Windeck
  - 02293 Nümbrecht
  - 02294 Morsbach
  - 02295 Ruppichteroth
  - 02296 Reichshof: Ortsteil Brüchermühle
  - 02297 Reichshof: Ortsteil Wildbergerhütte

## 023 – Dortmund und Umgebung
- 0230
  - 02301 Holzwickede
  - 02302 Witten
  - 02303 Fröndenberg/Ruhr: Stadtteil Ostbüren; Unna
  - 02304 Schwerte; Iserlohn: Stadtteil Hennen; Hagen: Stadtteil Garenfeld; Dortmund: Stadtteile Holzen und Lichtendorf
  - 02305 Castrop-Rauxel
  - 02306 Bergkamen: Stadtteil Oberaden; Lünen; Selm: Ortsteil Cappenberg
  - 02307 Bergkamen: Stadtteile Bergkamen, Overberge und Weddinghofen; Kamen
  - 02308 Unna: Ortsteile Hemmerde, Siddinghausen, Stockum und Westhemmerde
  - 02309 Waltrop
- 0231 Dortmund; Lünen: Stadtteil Brambauer
- 0232
  - 02323 Herne
  - 02324 Hattingen, Sprockhövel: Ortsteil Niedersprockhövel
  - 02325 Herne: Stadtbezirke Eickel und Wanne
  - 02327 Bochum: Stadtbezirk Wattenscheid
- 0233
  - 02330 Herdecke
  - 02331 Hagen
  - 02332 Gevelsberg
  - 02333 Ennepetal
  - 02334 Hagen: Stadtteil Hohenlimburg
  - 02335 Wetter (Ruhr)
  - 02336 Schwelm
  - 02337 Hagen: Stadtteil Dahl
  - 02338 Breckerfeld
  - 02339 Sprockhövel: Ortsteil Haßlinghausen
- 0234 Bochum
- 0235
  - 02351 Lüdenscheid
  - 02352 Altena, Nachrodt-Wiblingwerde
  - 02353 Halver
  - 02354 Gummersbach: Ortsteil Lieberhausen; Meinerzhagen
  - 02355 Schalksmühle
  - 02357 Herscheid
  - 02358 Meinerzhagen: Stadtteil Valbert
  - 02359 Kierspe
- 0236
  - 02360 Haltern am See: Ortsteil Lippramsdorf
  - 02361 Recklinghausen
  - 02362 Dorsten
  - 02363 Datteln
  - 02364 Haltern am See
  - 02365 Marl
  - 02366 Herten
  - 02367 Castrop-Rauxel: Stadtteil Henrichenburg
  - 02368 Oer-Erkenschwick
  - 02369 Dorsten; Stadtteile Lembeck und Wulfen
- 0237
  - 02371 Iserlohn
  - 02372 Hemer
  - 02373 Fröndenberg/Ruhr; Menden (Sauerland)
  - 02374 Iserlohn: Stadtteil Letmathe
  - 02375 Balve
  - 02377 Wickede (Ruhr)
  - 02378 Fröndenberg/Ruhr: Stadtteile Altendorf, Ardey, Dellwig, Frömern, Langschede und Strickherdicke; Iserlohn Stadtteil Drüpplingsen; Menden: Stadtteil Halingen
  - 02379 Menden (Sauerland): Stadtteil Asbeck; Balve: Ortsteil Eisborn
- 0238
  - 02381 Hamm
  - 02382 Ahlen
  - 02383 Bönen
  - 02384 Welver
  - 02385 Hamm: Ortsteil Rhynern
  - 02387 Walstedde (Stadtteil der Stadt Drensteinfurt)
  - 02388 Ahlen: Ortsteil Dolberg; Hamm Ortsteil Uentrop
  - 02389 Bergkamen; Stadtteil Rünthe; Werne
- 0239
  - 02391 Plettenberg
  - 02392 Neuenrade; Werdohl
  - 02393 Sundern (Sauerland): Ortsteil Allendorf
  - 02394 Neuenrade: Stadtteil Affeln
  - 02395 Finnentrop: Stadtteil Rönkhausen

## 024 – Aachen, Düren, Jülicher Börde und Voreifel
- 0240
  - 02401 Baesweiler
  - 02402 Stolberg (Rhld.)
  - 02403 Eschweiler
  - 02404 Alsdorf
  - 02405 Würselen
  - 02406 Herzogenrath
  - 02407 Aachen: Stadtteil Horbach; Herzogenrath: Stadtteil Kohlscheid
  - 02408 Aachen: Stadtteil Kornelimünster
  - 02409 Stolberg (Rhld.): Ortsteil Gressenich
- 0241 Aachen
- 0242
  - 02421 Düren; Merzenich
  - 02422 Kreuzau
  - 02423 Langerwehe
  - 02424 Vettweiß
  - 02425 Nideggen: Stadtteil Embken
  - 02426 Nörvenich
  - 02427 Nideggen
  - 02428 Niederzier
  - 02429 Hürtgenwald
- 0243
  - 02431 Erkelenz; Wegberg Stadtteil Rath-Anhoven
  - 02432 Wassenberg
  - 02433 Hückelhoven; Erkelenz Stadtteil Hetzerath
  - 02434 Wegberg
  - 02435 Erkelenz Stadtteil: Lövenich; Hückelhoven Stadtteil Baal
  - 02436 Wegberg: Ortsteil Roedgen
- 0244
  - 02440 Nettersheim: Stadtteil Tondorf
  - 02441 Kall
  - 02443 Mechernich
  - 02444 Schleiden: Stadtteil Gemünd
  - 02445 Schleiden
  - 02446 Heimbach
  - 02447 Dahlem: Ortsteile Dahlem und Schmidtheim
  - 02448 Hellenthal: Ortsteil Rescheid
  - 02449 Blankenheim
- 0245
  - 02451 Geilenkirchen; Übach-Palenberg
  - 02452 Heinsberg
  - 02453 Heinsberg: Stadtteil Randerath
  - 02454 Gangelt
  - 02455 Waldfeucht
  - 02456 Selfkant
- 0246
  - 02461 Jülich
  - 02462 Linnich; Geilenkirchen: Stadtteil Lindern; Hückelhoven: Stadtteil Brachelen
  - 02463 Titz; Bedburg: Stadtteile Grottenherten und Kirchherten
  - 02464 Aldenhoven
  - 02465 Inden
- 0247
  - 02471 Roetgen
  - 02472 Monschau
  - 02473 Simmerath
  - 02474 Nideggen: Stadtteil Schmidt
- 0248
  - 02482 Hellenthal
  - 02484 Mechernich: Stadtteil Eiserfey
  - 02485 Schleiden: Stadtteil Dreiborn
  - 02486 Nettersheim

## 025 – Münster und Umgebung
- 0250
  - 02501 Münster: Stadtteile Amelsbüren und Hiltrup
  - 02502 Nottuln
  - 02504 Telgte
  - 02505 Altenberge
  - 02506 Münster: Stadtteil Wolbeck
  - 02507 Havixbeck
  - 02508 Drensteinfurt
  - 02509 Nottuln: Ortsteil Appelhülsen
- 0251 Münster
- 0252
  - 02520 Wadersloh: Ortsteil Diestedde
  - 02521 Beckum
  - 02522 Oelde
  - 02523 Wadersloh
  - 02524 Ennigerloh
  - 02525 Beckum: Stadtteil Neubeckum
  - 02526 Sendenhorst
  - 02527 Lippetal: Ortsteil Lippborg
  - 02528 Ahlen: Ortsteile Tönnishäuschen und Vorhelm; Ennigerloh: Ortsteil Enniger
  - 02529 Oelde: Ortsteil Stromberg
- 0253
  - 02532 Ostbevern
  - 02533 Münster: Stadtteil Nienberge
  - 02534 Münster: Stadtteil Roxel
  - 02535 Sendenhorst: Stadtteil Albersloh
  - 02536 Münster: Stadtteil Albachten; Senden: Ortsteil Bösensell
  - 02538 Drensteinfurt: Ortsteil Rinkerode
- 0254
  - 02541 Coesfeld
  - 02542 Gescher
  - 02543 Billerbeck
  - 02545 Rosendahl
  - 02546 Coesfeld: Stadtteil Lette
  - 02547 Rosendahl: Ortsteil Osterwick
  - 02548 Dülmen: Ortsteil Rorup
- 0255
  - 02551 Steinfurt: Stadtteil Burgsteinfurt
  - 02552 Steinfurt: Stadtteil Borghorst
  - 02553 Ochtrup
  - 02554 Laer
  - 02555 Schöppingen
  - 02556 Metelen
  - 02557 Wettringen
  - 02558 Horstmar
- 0256
  - 02561 Ahaus
  - 02562 Gronau (Westf.)
  - 02563 Stadtlohn
  - 02564 Vreden
  - 02565 Gronau (Westf.): Stadtteil Epe
  - 02566 Legden
  - 02567 Ahaus: Stadtteil Alstätte
  - 02568 Heek
- 0257
  - 02571 Greven
  - 02572 Emsdetten
  - 02573 Nordwalde
  - 02574 Saerbeck
  - 02575 Greven: Ortsteil Reckenfeld
- 0258
  - 02581 Warendorf
  - 02582 Everswinkel
  - 02583 Sassenberg
  - 02584 Warendorf: Ortsteil Milte
  - 02585 Warendorf: Ortsteil Hoetmar
  - 02586 Beelen
  - 02587 Ennigerloh: Ortsteil Westkirchen
  - 02588 Harsewinkel: Ortsteil Greffen
- 0259
  - 02590 Dülmen: Ortsteil Buldern
  - 02591 Lüdinghausen
  - 02592 Selm
  - 02593 Ascheberg
  - 02594 Dülmen
  - 02595 Olfen
  - 02596 Nordkirchen
  - 02597 Senden
  - 02598 Ottmarsbocholt
  - 02599 Ascheberg: Ortsteil Herbern

## 026 – Koblenz und Umgebung
- 0260
  - 02601 Nauort
  - 02602 Montabaur
  - 02603 Arzbach; Bad Ems; Becheln; Dausenau; Fachbach; Frücht; Kemmenau; Miellen; Nievern
  - 02604 Attenhausen; Dienethal; Dornholzhausen; Hömberg; Misselberg; Nassau; Obernhof; Oberwies; Schweighausen; Seelbach; Singhofen; Sulzbach; Weinähr; Winden
  - 02605 Dommershausen; Löf; Morshausen
  - 02606 Winningen
  - 02607 Kobern-Gondorf
  - 02608 Welschneudorf; Zimmerschied
- 0261 Koblenz; Vallendar
- 0262
  - 02620 Neuhäusel
  - 02621 Lahnstein
  - 02622 Bendorf; Neuwied: Stadtteile Engers und Heimbach-Weis
  - 02623 Ransbach-Baumbach
  - 02624 Höhr-Grenzhausen
  - 02625 Bassenheim; Lonnig; Ochtendung; Saffig
  - 02626 Selters (Westerwald)
  - 02627 Braubach; Osterspai
  - 02628 Rhens
- 0263
  - 02630 Mülheim-Kärlich
  - 02631 Neuwied; Leutesdorf
  - 02632 Andernach
  - 02633 Bad Breisig; Brohl-Lützing
  - 02634 Rengsdorf
  - 02635 Rheinbrohl
  - 02636 Burgbrohl; Sinzig: Ortsteil Franken
  - 02637 Weißenthurm
  - 02638 Waldbreitbach
  - 02639 Anhausen
- 0264
  - 02641 Bad Neuenahr-Ahrweiler; Dernau: Ortsteil Marienthal; Grafschaft
  - 02642 Remagen; Sinzig
  - 02643 Altenahr
  - 02644 Linz am Rhein
  - 02645 Vettelschoß
  - 02646 Bad Neuenahr-Ahrweiler: Ortsteil Ramersbach; Königsfeld; Sinzig: Ortsteil Beuler Hof
  - 02647 Kesseling
- 0265
  - 02651 Mayen
  - 02652 Mendig
  - 02653 Kaisersesch
  - 02654 Polch
  - 02655 Weibern
  - 02656 Virneburg
  - 02657 Uersfeld
- 0266
  - 02661 Bad Marienberg (Westerwald)
  - 02662 Hachenburg
  - 02663 Westerburg
  - 02664 Rennerod
  - 02666 Freilingen
  - 02667 Stein-Neukirch
- 0267
  - 02671 Cochem
  - 02672 Lahr; Treis-Karden
  - 02673 Ellenz-Poltersdorf
  - 02674 Bad Bertrich
  - 02675 Ediger-Eller
  - 02676 Ulmen
  - 02677 Lutzerath
  - 02678 Büchel
- 0268
  - 02680 Mündersbach
  - 02681 Altenkirchen (Westerwald)
  - 02682 Hamm (Sieg)
  - 02683 Asbach
  - 02684 Puderbach
  - 02685 Flammersfeld
  - 02686 Weyerbusch
  - 02687 Horhausen (Westerwald)
  - 02688 Kroppach
  - 02689 Dierdorf
- 0269
  - 02691 Adenau
  - 02692 Kelberg
  - 02693 Antweiler
  - 02694 Wershofen
  - 02695 Insul
  - 02696 Nohn
  - 02697 Blankenheim: Ortsteil Ahrhütte

## 027 – Siegen und Umgebung und Bereich Dillenburg (Hessen)
- 0271 Siegen; Mudersbach: Ortsteile Birken und Niederschelderhütte
- 0272
  - 02721 Finnentrop; Lennestadt
  - 02722 Attendorn
  - 02723 Kirchhundem
  - 02724 Finnentrop: Ortsteil Serkenrode
  - 02725 Lennestadt: Ortsteil Oedingen
- 0273
  - 02732 Kreuztal
  - 02733 Hilchenbach
  - 02734 Freudenberg
  - 02735 Neunkirchen
  - 02736 Burbach
  - 02737 Netphen: Stadtteil Deuz
  - 02738 Netphen
  - 02739 Wilnsdorf
- 0274
  - 02741 Betzdorf; Alsdorf; Katzwinkel (Sieg); Kirchen (Sieg); Scheuerfeld
  - 02742 Wissen
  - 02743 Daaden
  - 02744 Herdorf
  - 02745 Brachbach; Mudersbach: Ortsteil Mudersbach
  - 02747 Molzhain
- 0275
  - 02750 Bad Berleburg: Ortsteil Diedenshausen
  - 02751 Bad Berleburg
  - 02752 Bad Laasphe
  - 02753 Erndtebrück
  - 02754 Bad Laasphe: Stadtteil Feudingen
  - 02755 Bad Berleburg: Ortsteil Schwarzenau
  - 02758 Bad Berleburg: Ortsteil Girkhausen
  - 02759 Bad Berleburg: Ortsteil Aue
- 0276
  - 02761 Olpe; Drolshagen
  - 02762 Wenden
  - 02763 Drolshagen: Ortsteil Bleche
  - 02764 Kirchhundem: Ortsteil Welschen Ennest
- 0277
  - 02770 Eschenburg: Ortsteil Hirzenhain
  - 02771 Dillenburg; Haiger: Stadtteil Sechshelden
  - 02772 Herborn; Sinn (Hessen)
  - 02773 Haiger
  - 02774 Dietzhölztal; Eschenburg; Haiger: Stadtteile Offdilln und Weidelbach
  - 02775 Driedorf; Greifenstein: Ortsteil Rodenberg
  - 02776 Bad Endbach; Siegbach: Ortsteil Wallenfels
  - 02777 Breitscheid; Herborn: Ortsteil Schönbach
  - 02778 Siegbach
  - 02779 Greifenstein: Ortsteile Beilstein und Rodenroth

## 028 – Wesel und Umgebung
- 0280
  - 02801 Sonsbeck: Ortsteil Labbeck; Xanten
  - 02802 Alpen; Rheinberg: Stadtteile Borth und Wallach
  - 02803 Rheinberg: Ortsteile Borth-Nord und Niederwallach; Wesel: Stadtteil Büderich
  - 02804 Xanten: Stadtteil Marienbaum
- 0281 Wesel; Voerde (Niederrhein): Stadtteil Friedrichsfeld
- 0282
  - 02821 Kleve; Bedburg-Hau
  - 02822 Emmerich am Rhein
  - 02823 Goch
  - 02824 Kalkar
  - 02825 Uedem
  - 02826 Kranenburg
  - 02827 Goch: Stadtteil Hassum
  - 02828 Emmerich am Rhein: Stadtteil Elten
- 0283
  - 02831 Geldern
  - 02832 Kevelaer; Geldern: Stadtteil Lüllingen
  - 02833 Kerken
  - 02834 Straelen
  - 02835 Issum
  - 02836 Wachtendonk
  - 02837 Weeze
  - 02838 Sonsbeck
  - 02839 Straelen: Ortsteil Herongen
- 0284
  - 02841 Moers, Duisburg: Stadtteil Baerl
  - 02842 Kamp-Lintfort
  - 02843 Rheinberg
  - 02844 Rheinberg: Stadtteil Orsoy
  - 02845 Neukirchen-Vluyn; Rheurdt; Kempen: Stadtteil Tönisberg
- 0285
  - 02850 Rees: Stadtteil Haldern
  - 02851 Rees
  - 02852 Hamminkeln
  - 02853 Schermbeck
  - 02855 Voerde (Niederrhein)
  - 02856 Hamminkeln: Ortsteil Brünen
  - 02857 Hamminkeln: Mehrhoog; Rees: Stadtteil Mehr
  - 02858 Hünxe
  - 02859 Wesel: Ortsteil Bislich
- 0286
  - 02861 Borken
  - 02862 Borken: Stadtteil Burlo; Südlohn
  - 02863 Velen
  - 02864 Reken
  - 02865 Raesfeld
  - 02866 Dorsten: Stadtteil Rhade
  - 02867 Heiden
- 0287
  - 02871 Bocholt
  - 02872 Rhede
  - 02873 Isselburg: Stadtteil Werth
  - 02874 Bocholt: Stadtteil Suderwick; Isselburg

## 029 – Hochsauerlandkreis, Kreis Soest, südlicher Kreis Paderborn (Meschede, Soest und Umgebung)
- 0290
  - 02902 Warstein
  - 02903 Meschede: Stadtteile Berge, Bockum, Freienohl, Frenkhausen, Olpe, Voßwinkel, Wallen und Wennemen
  - 02904 Bestwig
  - 02905 Bestwig: Ortsteil Ramsbeck

- 0291 Meschede

- 0292
  - 02921 Soest; Bad Sassendorf
  - 02922 Werl
  - 02923 Lippetal: Ortsteil Herzfeld
  - 02924 Möhnesee
  - 02925 Allagen
  - 02927 Bad Sassendorf: Ortsteil Neuengeseke
  - 02928 Soest: Ortsteil Ostönnen

- 0293
  - 02931 Arnsberg
  - 02932 Arnsberg: Stadtteil Neheim-Hüsten
  - 02933 Sundern
  - 02934 Sundern: Stadtteil Altenhellefeld, Meschede: Stadtteile Grevenstein und Visbeck
  - 02935 Sundern: Stadtteil Hachen
  - 02937 Arnsberg: Stadtteil Oeventrop, Meschede: Stadtteil Brumlingsen
  - 02938 Ense

- 0294
  - 02941 Lippstadt
  - 02942 Geseke
  - 02943 Erwitte
  - 02944 Rietberg: Stadtteil Mastholte
  - 02945 Lippstadt: Stadtteil Benninghausen
  - 02947 Anröchte
  - 02948 Lippstadt: Stadtteil Rebbeke

- 0295
  - 02951 Büren
  - 02952 Rüthen
  - 02953 Bad Wünnenberg
  - 02954 Rüthen: Stadtteil Oestereiden
  - 02955 Büren: Stadtteil Wewelsburg
  - 02957 Bad Wünnenberg: Stadtteil Haaren (Stadtteil der Stadt Bad Wünnenberg)
  - 02958 Büren: Stadtteil Harth

- 0296
  - 02961 Brilon
  - 02962 Olsberg
  - 02963 Brilon: Stadtteil Messinghausen (Stadtteil der Stadt Brilon)
  - 02964 Brilon: Stadtteil Alme

- 0297
  - 02971 Schmallenberg: Ortsteil Dorlar
  - 02972 Schmallenberg
  - 02973 Eslohe (Sauerland)
  - 02974 Schmallenberg: Ortsteil Bad Fredeburg
  - 02975 Schmallenberg: Ortsteil Oberkirchen
  - 02977 Schmallenberg: Ortsteil Bödefeld

- 0298
  - 02981 Winterberg
  - 02982 Korbach: Stadtteil Hillershausen; Medebach
  - 02983 Winterberg: Stadtteil Siedlinghausen
  - 02984 Bromskirchen; Frankenberg (Eder): Stadtteil Rengershausen; Hallenberg
  - 02985 Winterberg: Stadtteil Niedersfeld

- 0299
  - 02991 Marsberg: Stadtteil Bredelar
  - 02992 Marsberg
  - 02993 Marsberg: Stadtteil Canstein
  - 02994 Marsberg: Stadtteil Westheim